# Sainte-Anne (Gers)
Pour les articles homonymes, voir Sainte-Anne.
Sainte-Anne (Senta Anna en gascon) est une commune française située dans l'est du département du Gers en région Occitanie. Sur le plan historique et culturel, la commune est dans la Lomagne, une ancienne circonscription de la province de Gascogne ayant titre de vicomté, surnommée « Toscane française ».
Exposée à un climat océanique altéré, elle est drainée par le Sarrampion, le ruisseau du Pest, le ruisseau du Junau et par divers autres petits cours d'eau.
Sainte-Anne est une commune rurale qui compte 125 habitants en 2022, après avoir connu un pic de population de 302 habitants en 1851.  Elle fait partie de l'aire d'attraction de Toulouse. Ses habitants sont appelés les Sainte-Annois ou  Sainte-Annoises.

## Géographie

### Localisation
Sainte-Anne est une commune de Gascogne limitrophe avec le département de la Haute-Garonne.

### Communes limitrophes
Les communes limitrophes sont  Ardizas, Brignemont, Cologne, Laréole, Saint-Georges et Sarrant.
| Sarrant       |             | Brignemont (Haute-Garonne) |
| Saint-Georges | Sainte-Anne | Laréole (Haute-Garonne)    |
|               | Cologne     | Ardizas                    |

### Géologie et relief
Sainte-Anne se situe en zone de sismicité 1 (sismicité très faible).

### Hydrographie

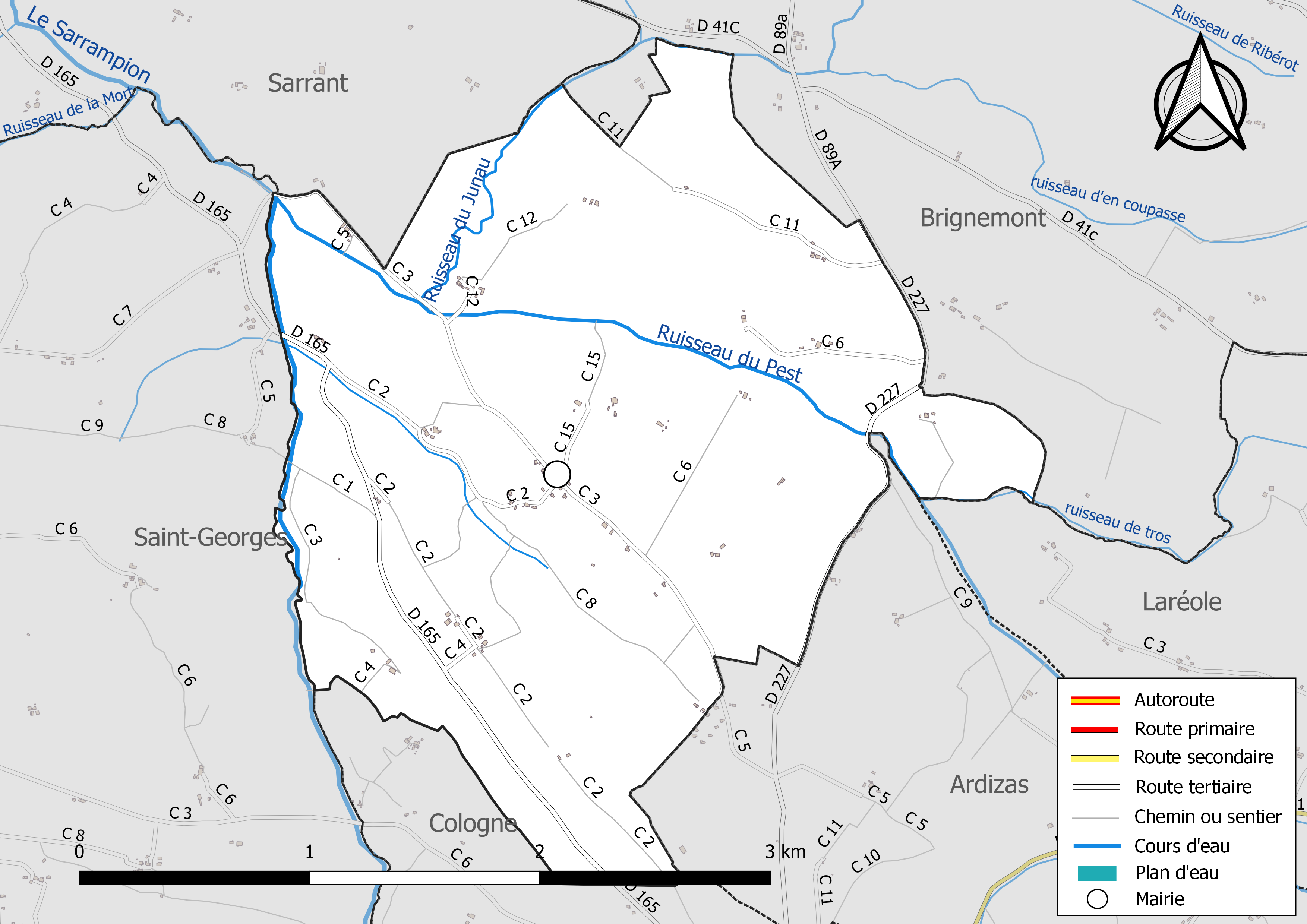
Réseaux hydrographique et routier de Sainte-Anne.

La commune est dans le bassin de la Garonne, au sein du bassin hydrographique Adour-Garonne. Elle est drainée par le Sarrampion, le ruisseau du Pest, le ruisseau du Junau, le ruisseau de tros et par deux petits cours d'eau, qui constituent un réseau hydrographique de 8 km de longueur totale,.
Le Sarrampion, d'une longueur totale de 25,4 km, prend sa source dans la commune de Monferran-Savès et s'écoule vers le nord. Il traverse la commune et se jette dans la Gimone à Maubec, après avoir traversé 14 communes.
Le ruisseau du Pest, d'une longueur totale de 10,7 km, prend sa source dans la commune d'Encausse et s'écoule du sud-est vers le nord-ouest. Il traverse la commune et se jette dans Le Sarrampion sur le territoire communal, après avoir traversé 5 communes.

### Climat
Pour des articles plus généraux, voir Climat de l'Occitanie et Climat du Gers.
En 2010, le climat de la commune est de type climat du Bassin du Sud-Ouest, selon une étude s'appuyant sur une série de données couvrant la période 1971-2000. En 2020, Météo-France publie une typologie des climats de la France métropolitaine dans laquelle la commune est exposée à un climat océanique altéré et est dans la région climatique Aquitaine, Gascogne, caractérisée par une pluviométrie abondante au printemps, modérée en automne, un faible ensoleillement au printemps, un été chaud (19,5 °C), des vents faibles, des brouillards fréquents en automne et en hiver et des orages fréquents en été (15 à 20 jours).
Pour la période 1971-2000, la température annuelle moyenne est de 13,2 °C, avec une amplitude thermique annuelle de 15,5 °C. Le cumul annuel moyen de précipitations est de 703 mm, avec 10 jours de précipitations en janvier et 5,6 jours en juillet. Pour la période 1991-2020, la température moyenne annuelle observée sur la station météorologique installée sur la commune est de 13,6 °C et le cumul annuel moyen de précipitations est de 676,2 mm,. Pour l'avenir, les paramètres climatiques de la commune estimés pour 2050 selon différents scénarios d'émission de gaz à effet de serre sont consultables sur un site dédié publié par Météo-France en novembre 2022.
| Mois                                  | jan.         | fév.          | mars          | avril           | mai           | juin          | jui.          | août           | sep.          | oct.            | nov.           | déc.           | année     |
| ------------------------------------- | ------------ | ------------- | ------------- | --------------- | ------------- | ------------- | ------------- | -------------- | ------------- | --------------- | -------------- | -------------- | --------- |
| Température minimale moyenne (°C)     | 1,7          | 1,4           | 3,2           | 6               | 9,5           | 13            | 14,4          | 14,4           | 11,1          | 9,1             | 4,6            | 2,1            | 7,5       |
| Température moyenne (°C)              | 6            | 6,7           | 9,6           | 12,4            | 16            | 19,8          | 21,7          | 21,9           | 18,5          | 15,1            | 9,4            | 6,5            | 13,6      |
| Température maximale moyenne (°C)     | 10,3         | 11,9          | 15,9          | 18,8            | 22,5          | 26,7          | 29            | 29,3           | 25,9          | 21              | 14,1           | 10,9           | 19,7      |
| Record de froid (°C) date du record   | −12 12.01.10 | −14 09.02.12  | −12 01.03.05  | −5,8 04.04.1996 | −2,5 06.05.19 | 2,4 01.06.06  | 5,6 15.07.16  | 3,5 29.08.1998 | 1,6 25.09.08  | −4,5 31.10.1997 | −10,2 17.11.07 | −12,5 24.12.01 | −14 2012  |
| Record de chaleur (°C) date du record | 20 02.01.03  | 25,5 27.02.19 | 28,5 20.03.05 | 31,7 29.04.05   | 35,5 30.05.01 | 41,6 21.06.03 | 41,4 13.07.03 | 43,2 13.08.03  | 36,7 06.09.06 | 32,1 02.10.11   | 28,5 01.11.20  | 20,5 05.12.18  | 43,2 2003 |
| Précipitations (mm)                   | 68,6         | 44,5          | 48            | 61,4            | 79,7          | 59,7          | 48,7          | 51,1           | 45,8          | 51,4            | 59,7           | 57,6           | 676,2     |

### Milieux naturels et biodiversité
Aucun espace naturel présentant un intérêt patrimonial n'est recensé sur la commune dans l'inventaire national du patrimoine naturel,,.

## Urbanisme

### Typologie
Au 1er janvier 2024, Sainte-Anne est catégorisée commune rurale à habitat dispersé, selon la nouvelle grille communale de densité à sept niveaux définie par l'Insee en 2022.
Elle est située hors unité urbaine. Par ailleurs la commune fait partie de l'aire d'attraction de Toulouse, dont elle est une commune de la couronne,. Cette aire, qui regroupe 527 communes, est catégorisée dans les aires de 700 000 habitants ou plus (hors Paris),.

### Occupation des sols
L'occupation des sols de la commune, telle qu'elle ressort de la base de données européenne d’occupation biophysique des sols Corine Land Cover (CLC), est marquée par l'importance des territoires agricoles (100 % en 2018), une proportion identique à celle de 1990 (100 %). La répartition détaillée en 2018 est la suivante : 
terres arables (96 %), zones agricoles hétérogènes (4 %). L'évolution de l’occupation des sols de la commune et de ses infrastructures peut être observée sur les différentes représentations cartographiques du territoire : la carte de Cassini (XVIIIe siècle), la carte d'état-major (1820-1866) et les cartes ou photos aériennes de l'IGN pour la période actuelle (1950 à aujourd'hui).

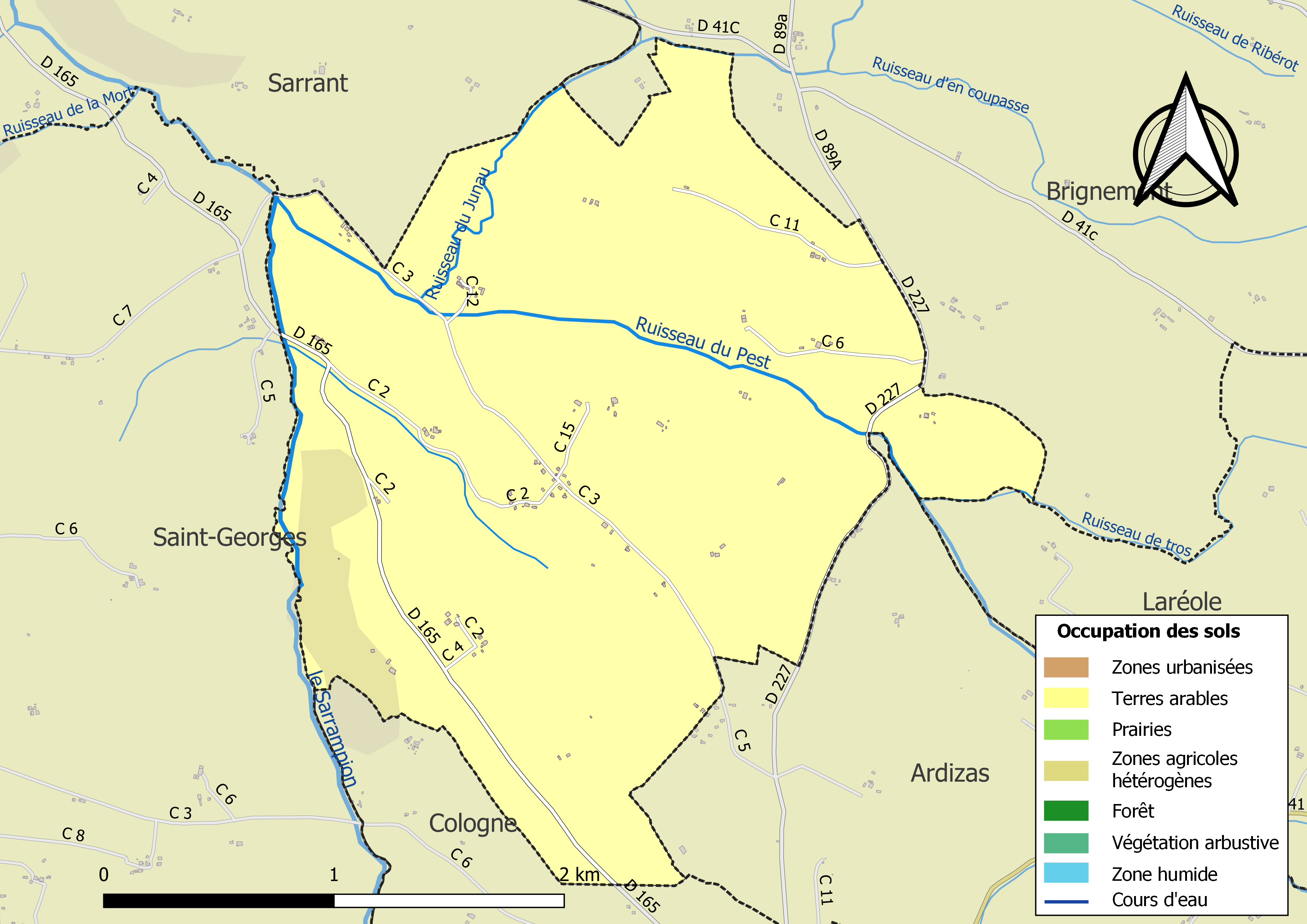
Carte des infrastructures et de l'occupation des sols de la commune en 2018 (CLC).

### Risques majeurs
Le territoire de la commune de Sainte-Anne est vulnérable à différents aléas naturels : météorologiques (tempête, orage, neige, grand froid, canicule ou sécheresse) et séisme (sismicité très faible). Un site publié par le BRGM permet d'évaluer simplement et rapidement les risques d'un bien localisé soit par son adresse soit par le numéro de sa parcelle.

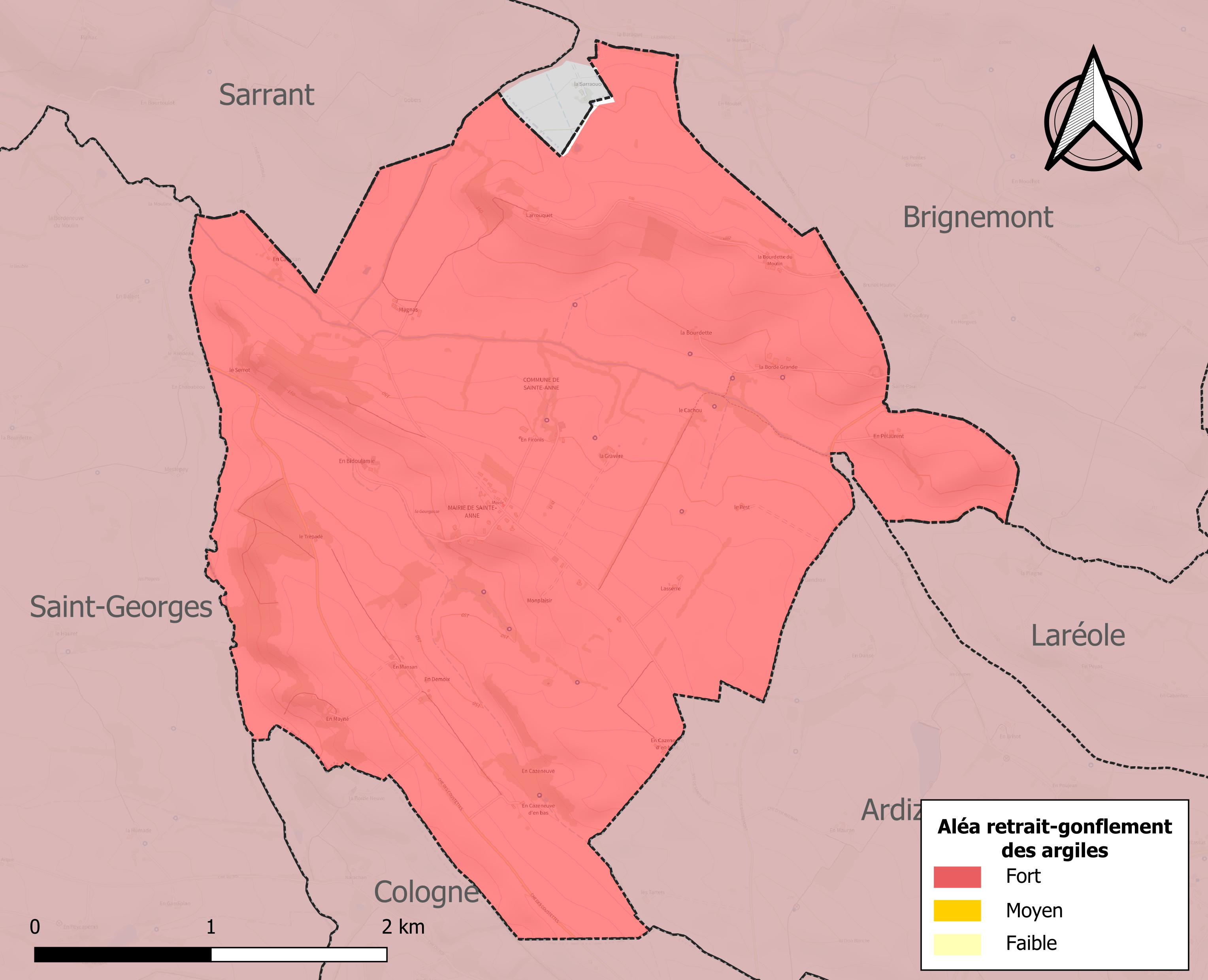
Carte des zones d'aléa retrait-gonflement des sols argileux de Sainte-Anne.

Le retrait-gonflement des sols argileux est susceptible d'engendrer des dommages importants aux bâtiments en cas d’alternance de périodes de sécheresse et de pluie. 99,8 % de la superficie communale est en aléa moyen ou fort (94,5 % au niveau départemental et 48,5 % au niveau national). Sur les 43 bâtiments dénombrés sur la commune en 2019, 43 sont en aléa moyen ou fort, soit 100 %, à comparer aux 93 % au niveau départemental et 54 % au niveau national. Une cartographie de l'exposition du territoire national au retrait gonflement des sols argileux est disponible sur le site du BRGM,.
Par ailleurs, afin de mieux appréhender le risque d’affaissement de terrain, l'inventaire national des cavités souterraines permet de localiser celles situées sur la commune.
La commune a été reconnue en état de catastrophe naturelle au titre des dommages causés par les inondations et coulées de boue survenues en 1999, 2009 et 2018. Concernant les mouvements de terrains, la commune a été reconnue en état de catastrophe naturelle au titre des dommages causés par la sécheresse en 1989, 2003 et 2016 et par des mouvements de terrain en 1999.

## Histoire
Sainte-Anne est un lieu habité et christianisé à une haute Antiquité. Au tumulus appelé le Serrot on découvrit des sarcophages en pierre, des armes et des fragments de mosaïques. C'est en ce lieu que l'on situe le siège de la seigneurie de Terride qui disparut brutalement et totalement au XVe siècle pour une cause non élucidée à ce jour.

## Politique et administration
| Période                                  | Période  | Identité          | Étiquette | Qualité              |
| ---------------------------------------- | -------- | ----------------- | --------- | -------------------- |
| mars 2001                                | 2020     | Bernard Boussarot | DVG       | Agriculteur retraité |
| 2020                                     | En cours | Guy Lacourt       |           |                      |
| Les données manquantes sont à compléter. |          |                   |           |                      |

## Démographie
L'évolution du nombre d'habitants est connue à travers les recensements de la population effectués dans la commune depuis 1793. Pour les communes de moins de 10 000 habitants, une enquête de recensement portant sur toute la population est réalisée tous les cinq ans, les populations de référence des années intermédiaires étant quant à elles estimées par interpolation ou extrapolation. Pour la commune, le premier recensement exhaustif entrant dans le cadre du nouveau dispositif a été réalisé en 2006.

En 2022, la commune comptait 125 habitants, en évolution de +6,84 % par rapport à 2016 (Gers : +1,04 %, France hors Mayotte : +2,11 %).
| 1793 | 1800 | 1806 | 1821 | 1831 | 1841 | 1846 | 1851 | 1856 |
| ---- | ---- | ---- | ---- | ---- | ---- | ---- | ---- | ---- |
| 250  | 213  | 260  | 251  | 250  | 240  | 249  | 302  | 301  |

| 1861 | 1866 | 1872 | 1876 | 1881 | 1886 | 1891 | 1896 | 1901 |
| ---- | ---- | ---- | ---- | ---- | ---- | ---- | ---- | ---- |
| 281  | 255  | 236  | 223  | 208  | 202  | 202  | 192  | 185  |

| 1906 | 1911 | 1921 | 1926 | 1931 | 1936 | 1946 | 1954 | 1962 |
| ---- | ---- | ---- | ---- | ---- | ---- | ---- | ---- | ---- |
| 154  | 115  | 104  | 94   | 108  | 135  | 139  | 111  | 105  |

| 1968 | 1975 | 1982 | 1990 | 1999 | 2006 | 2011 | 2016 | 2021 |
| ---- | ---- | ---- | ---- | ---- | ---- | ---- | ---- | ---- |
| 77   | 68   | 66   | 55   | 57   | 95   | 120  | 117  | 126  |

| 2022 | - | - | - | - | - | - | - | - |
| ---- | - | - | - | - | - | - | - | - |
| 125  | - | - | - | - | - | - | - | - |

## Économie

### Emploi
|                | 2008  | 2013  | 2018  |
| -------------- | ----- | ----- | ----- |
| Commune        | 1,7 % | 5,1 % | 6,7 % |
| Département    | 6,1 % | 7,5 % | 8,2 % |
| France entière | 8,3 % | 10 %  | 10 %  |

En 2018, la population âgée de 15 à 64 ans s'élève à 77 personnes, parmi lesquelles on compte 70,7 % d'actifs (64 % ayant un emploi et 6,7 % de chômeurs) et 29,3 % d'inactifs,. Depuis 2008, le taux de chômage communal (au sens du recensement) des 15-64 ans est inférieur à celui de la France et du département.
La commune fait partie de la couronne de l'aire d'attraction de Toulouse, du fait qu'au moins 15 % des actifs travaillent dans le pôle,. Elle compte 10 emplois en 2018, contre 12 en 2013 et 15 en 2008. Le nombre d'actifs ayant un emploi résidant dans la commune est de 49, soit un indicateur de concentration d'emploi de 20,8 % et un taux d'activité parmi les 15 ans ou plus de 57 %.
Sur ces 49 actifs de 15 ans ou plus ayant un emploi, 9 travaillent dans la commune, soit 19 % des habitants. Pour se rendre au travail, 91,7 % des habitants utilisent un véhicule personnel ou de fonction à quatre roues, 6,3 % s'y rendent en deux-roues, à vélo ou à pied et 2,1 % n'ont pas besoin de transport (travail au domicile).

### Activités hors agriculture
6 établissements sont implantés  à Sainte-Anne au 31 décembre 2019.
Le secteur des autres activités de services est prépondérant sur la commune puisqu'il représente 33,3 % du nombre total d'établissements de la commune (2 sur les 6 entreprises implantées  à Sainte-Anne), contre 8,3 % au niveau départemental.

### Agriculture
|               | 1988 | 2000 | 2010 | 2020 |
| ------------- | ---- | ---- | ---- | ---- |
| Exploitations | 17   | 11   | 6    | 5    |
| SAU (ha)      | 589  | 517  | 634  | 414  |

La commune est dans les « Coteaux du Gers », une petite région agricole occupant l'est du département du Gers. En 2020, l'orientation technico-économique de l'agriculture  sur la commune est la culture de céréales et/ou d'oléoprotéagineuses. Cinq exploitations agricoles ayant leur siège dans la commune sont dénombrées lors du recensement agricole de 2020 (17 en 1988). La superficie agricole utilisée est de 414 ha,,.

## Culture locale et patrimoine

### Lieux et monuments
- Église Sainte-Anne.